# Kenzō Nakajima
Kenzō Nakajima (中島 健蔵), 21 février 1903 à Chiyoda, Tokyo - 11 juin 1979 à Tokyo, est un écrivain, traducteur et critique littéraire.
Nakajima étudie le français à l'université de Tokyo, où il enseigne également de 1934 jusqu'en 1962. Avant la Seconde Guerre mondiale, il s'impose comme traducteur, écrivain, critique et essayiste. En 1934 il publie Kaigi to shōchō (« Scepticisme et Symbolisme »), en 1936 Gendai bungeiron (« De la littérature contemporaine ») et en 1941 Gendai sakka ron (« Des auteurs contemporains »), étude consacrée à Riichi Yokomitsu, Masuji Ibuse et Jun Takami.
Après la guerre, Nakajima participe à la création du centre japonais du PEN club international. Il fonde en 1948 la société littéraire Nihon hikaku bungakukai et en 1956 la société culturelle sino-japonaise Nihon Bunka Koryu Kyokai Chūgoku. En 1950, il prend la tête du comité central de la Société littéraire du nouveau Japon, Shin Nihon bungakukai.
En 1951 il publie une biographie d'André Gide (Andōre Jiidō shogai to sakuhin), en 1957 une présentation de l'ère Shōwa et en 1966 une étude sur la culture contemporaine (Gendai bunkaron).
Kenzō meurt en 1979 d'un cancer du poumon.

## Source de la traduction
- (de) Cet article est partiellement ou en totalité issu de l’article de Wikipédia en allemand intitulé « Nakajima Kenzō » (voir la liste des auteurs).